# Скшеч, Павел
Павел Людовик Скшеч (пол. Paweł Ludwik Skrzecz, родился 25 августа 1957, Варшава, Польша) — польский боксёр-любитель, призёр Олимпийских игр (1980), чемпионатов мира (1982) и Европы (1979), четырёхкратный чемпион Польши.
Брат-близнец Гжегож Скшеч также является призёром различных международных соревнований.
Участвовал в парламентских выборах 2005 года в польский Сейм.